# Mistborn: Il Campione delle Ere
Mistborn: Il Campione delle Ere è l'ultimo romanzo della trilogia di Mistborn scritta da Brandon Sanderson.

## Trama
Rovina, l'entità che era stata imprigionata all'interno del Pozzo dell'Ascensione, è finalmente libera grazie a Vin e la sua influenza nefasta comincia a manifestarsi nel mondo. Le Nebbie, inghiottono sempre più terre nella loro coltre perenne, uccidendo le piante e affamando uomini ed animali; le piogge di cenere sono diventate pressoché continue e orde di Koloss si aggirano per le campagne distruggendo città e villaggi. La fine del mondo è appena iniziata.
Ma qualcuno aveva già previsto tutto questo: il defunto Lord Reggente. Egli aveva messo in conto che prima o poi sarebbe morto a causa delle macchinazioni di Rovina per riottenere la libertà e per evitare di lasciare il suo popolo in balia della malvagia divinità, costruì in gran segreto una serie di depositi segreti in cui accumulò grandi quantità di cibo, acqua e altri materiali.
Vin ed Elend scoprono il primo di questi magazzini in un complesso di caverne sotto Luthadel, e al suo interno trovano le indicazioni per raggiungere quello successivo. I due viaggiano così per tutto l'Impero: prima si recano ad Urteau, nel nord; poi a Satren, nell'Est ed infine a Vetitian, nella Dominazione Meridionale.
L'imperatore e la sua consorte proteggono la città da un'orda di Koloss guidata da un Inquisitore, e una volta messa al sicuro i suoi abitanti, prendono possesso del nuovo deposito segreto, scoprendo la posizione del quinto ed ultimo lascito del Lord Reggente, quello che con tutta probabilità contiene il segreto per sconfiggere Rovina e la tanto ricercata riserva di Atium: esso si trova sotto Fadrex, una città nella Dominazione Occidentale.
Così gli ultimi membri della banda di Kelsier si dividono: Vin, Elend e Hammond andranno ad Ovest per prendere il controllo di Fadrex e del suo deposito, mentre Sazed e Breeze raggiungeranno Spook ad Urteau. la città infatti, sotto la guida del Cittadino, si è rivoltata contro l'impero e ha dichiarato la propria indipendenza. Riportare la città e il suo deposito sotto il dominio di Elend è di vitale importanza.
Durante il viaggio, il Custode terrisiano continua lo studio delle religioni. Da quando infatti Tindwyl è morta in battaglia, egli è caduto in depressione e turbato sul destino della sua amata ha intrapreso una lunga ricerca per capire quale religione fosse logica e contenesse la Verità.
Elend e Vin invece, scoprono l'esistenza di una logica all'interno degli omicidi compiuti dalle Nebbie, che dunque non sono governati dal caso. Esse, indipendentemente dall'età, dal sesso e dalla composizione della popolazione, fanno ammalare sempre il 16% degli individui, e di questi ultimi solo il 16% infine morirà.
TenSoon intanto torna alla Patria dei Kandra e cerca di convincere i suoi simili del pericolo incombente ma senza successo anzi: i membri della Seconda Generazione lo accusano invece di aver tradito il Contratto e pertanto lo condanno ad un'eternità di prigionia. TenSoon non ha intenzione di assecondare gli anziani e fugge dalla Patria partendo alla ricerca di Vin.
A Urteau spira il vento della rivoluzione. Spook guidato dallo spirito di Kelsier, ottiene nuovi poteri, e con lo pseudonimo di Sopravvissuto delle Fiamme orchestra una rivolta contro il regime del Cittadino, aiutato da Sazed e Breeze.
A Fadrex la situazione non è meno complicata; la città, sotto il controllo del Prelan Yomen, si rifiuta di arrendersi alle forze di Elend che così sono state costrette a cingerla d'assedio. Elend e Vin pianificano un'audace azione per intrufolarsi nel deposito segreto e scoprirne il contenuto, ma nel mentre la sua consorte viene catturata.
Vin scopre con rammarico che il magazzino non solo non contiene la scorta di Atium tanto bramata, ma che addirittura il Lord Reggente non è riuscito a trovare un modo, nella sua millenaria esistenza per fermare Rovina: l'assedio a Fadrex è dunque del tutto vano.
È a questo punto che la malvagia divinità si manifesta a Vin sotto forma del suo defunto fratello, Reen. Parlando con essa, la ragazza capisce che Rovina ha sia sconfitto il suo opposto, il Dio Preservazione, e sia che l'ha manipolata ingegnosamente fino a quel momento per scoprire il contenuto dei depositi segreti, manifestando un misterioso interesse per la riserva d'Atium.
TenSoon arrivato a Luthadel, scopre che Lord Penrod è impazzito – in realtà è stato reso folle da Rovina – e che la città è allo sbando. Il Kandra, usando le cotolette di Kelsier, scopre che Vin si è recata a Urteau, ma prima di partire invita la popolazione a rifugiarsi nelle grotte vicino alle Fosse di Hathsin.
Nel frattempo Elend, decide di attaccare la città per salvare Vin, ma all'ultimo momento viene convinto a ritornare a Luthadel dallo Spirito delle Nebbie. Rovina scoperto. tramite Marsh, che l'Atium non era presente a Fadrex, e irritato dal cambio dei programmi di Elend, ordina ai suoi Koloss di attaccare le forze dell'imperatore. Persuaso da Vin, che gli Inquisitori sono ormai impazziti, Yomen decide di offrire aiuto ad Elend e lo fa riparare in città con il suo esercito. La ragazza viene liberata e si dirige verso Luthadel nel tentativo di ingannare Rovina, convincendolo che lei avesse scoperto l'ubicazione della riserva di Atium del Lord Reggente.
TenSoon intanto arriva a Urteau e qui scopre gli ultimi accadimenti: la rivolta contro il Cittadino è andata a buon fine ma solo per un soffio. Anche quest'ultimo evento era una macchinazione di Rovina che aveva manipolato sia il Cittadino che Spook, comparendo loro sotto forma di Kelsier, con un solo fine: distruggere la città e massacrare la popolazione. Solo la nobiltà d'animo di Spook aveva impedito alla divinità di realizzare ancora una volta i suoi malefici propositi. Il Kandra incontra in città un Sazed ormai disilluso: la sua ricerca non ha avuto buon esito e nessuna religione gli ha mostrato una verità o un minimo di logicità. TenSoon infonde allora speranza al Custode: c'è ancora una religione da studiare: quella dei kandra, appartenuta un tempo ai terrisiani. Egli accompagnerà l'umano alla Patria, situata vicina alle fosse di Hathsin, per farlo conferire con gli anziani e convincerli della gravità della situazione.
Vin, arrivata a Luthadel, ingaggia battaglia con ben dodici Inquisitori. Rovina sa bene che l'Atium non è nella capitale, ma ne approfitta per sbarazzarsi per sempre della fastidiosa Mistborn. Chiaramente Vin ha la peggio, ma quando tutto sembrava perduto, Marsh riacquista per un istante la sua lucidità e toglie alla ragazza il suo orecchino, quello che le fu donato da sua madre. Esso era in realtà uno spuntone emalurgico, con cui Rovina poteva manifestarsi a Vin e al contempo le impediva di attingere dalle Nebbie come anni prima aveva fatto, per sconfiggere il Lord Reggente. Privata da quell'ostacolo, Vin viene pervasa dal potere e sconfigge i sicari dell'entità; al termine dello scontro però inaspettatamente assorbe le cotolette e trascende, diventando il nuovo Dio della Preservazione.
Elend arriva a sua volta a Luthadel e viene guidato dalla mano divina di Vin fino alle Fosse di Hathsin per correre in aiuto di Sazed: il Custode infatti, giunto alla Patria, benché fosse riuscito a convincere la Prima Generazione di Kandra del ritorno di Rovina, si era imbattuto nell'inatteso colpo di Stato da parte della Seconda Generazione. Ciò fu un disastro, perché essi svelarono a Rovina quello che tanto aveva bramato: la riserva di Atium del Lord Reggente, la parte di sé che gli mancava per rompere l'Equilibrio con Preservazione e concludere finalmente il processo di distruzione del mondo.
Elend impedisce ai Kandra di consegnare il minerale nelle avide mani di Rovina e anzi decide di consumarlo insieme ad un nutrito gruppo di Misting per difendere i profughi che si erano radunati in quelle grotte; infatti un'orda di 300.000 Koloss giunge nella vallata e attacca il complesso di caverne.
Elend e i suoi uomini combattono coraggiosamente ma alla fine periscono perché nulla possono fare per contrastare la soverchiante maggioranza numerica degli assalitori. Straziata per la morte del suo amato, Vin decide di scagliarsi contro Rovina: essendo in equilibrio le due forze si annientano a vicenda.
È a quel punto che i due poteri divini si parano davanti a Sazed. Egli si rende conto che le profezie non si riferivano a Vin…ma a lui! Lui è il Campione delle Ere.
Accettando il suo destino, il terrisiano accetta i due poteri e ascende al ruolo di divinità. Grazie alle conoscenze raccolte dai Custodi, ripara agli errori di Rashek e fa tornare il mondo allo splendido luogo che era un tempo.
Quando tutto ha fine, Spook, Breeze e Hammond, gli ultimi membri ancora in vita della Banda di Kelsier, capiscono che il Lord Reggente non aveva fornito loro dei depositi segreti, ma dei rifugi in cui proteggere la gente dalla ferocia di Rovina. Liberi per sempre dalla sua minaccia, i sopravvissuti guardano con fiducia e speranza al loro futuro, in questo nuovo mondo.

## Personaggi
- Elend Venture
- Vin Venture
- Sazed
- Hammond
- Breeze
- Spook
- Rovina
- Marsh
- Yomen
- Il Cittadino